# Уони
„Уони“ е български игрален филм (драма) от 1980 година на режисьора Владислав Икономов, по сценарий на Асен Георгиев и Васил Попов по романа „Низината“ на Васил Попов. Оператор е Крум Крумов. Музиката във филма е композирана от Кирил Цибулка.

## Сюжет
„Не, аз не се занимавам с работническа тематика. Просто се старая да създам портрет на своето време в неговия най-чист и изразителен вид. А това е лицето на българския работник.“ Владислав Икономов „Двадесет години Иван Гяуров, когото всички наричат Уони – името на вид електрод, е работил като строител. Придобитите материални ценности и семейното благополучие го карат да мисли, че щастието е постигнато. Но един ден разбира, че жена му се е влюбила в друг... И не защото е по-млад и по-хубав, а защото ѝ е дал топлота и разбиране. Той напуска дома си и заминава да работи на голям строеж. Среща жена, която се влюбва в него. Намира приятеля, който му помага в трудните моменти. Само времето ще покаже, какъв ще бъде по-нататъшният му живот...“

## Актьорски състав
Роли във филма изпълняват актьорите:
- Георги Георгиев – Гец – Иван Гяуров – Уони
- Кристина Жанда – Кира Кирова
- Стойчо Мазгалов
- Невена Коканова
- Васил Попилиев
- Вельо Горанов
- Никола Тодев
- Кирил Господинов
- Ивайло Христов
- Иван Йорданов – секретар на ЦК
- Иван Джамбазов
- Васил Димитров - наследникът